# 玉坪站
玉坪站（朝鲜语：／ Okp'yŏng yŏk */?）是位于朝鮮民主主義人民共和國江原道文川市的一個鐵路車站，属于江原线和文川港线。

## 邻近车站
江原线
龙潭站 - 玉坪站 - 文川站
文川港线
玉坪站 - 库岩站